# Джексон Тауншип (округ Снайдер, Пенсільванія)
Джексон Тауншип (англ. Jackson Township) — селище (англ. township) в США, в окрузі Снайдер штату Пенсільванія. Населення — 1587 осіб (2020).

## Демографія
Згідно з переписом 2010 року, у селищі мешкали 1382 особи в 518 домогосподарствах у складі 396 родин. Було 568 помешкань
Расовий склад населення:
| - 98,2 % — білих - 0,6 % — чорних або афроамериканців - 0,3 % — азіатів - 0,1 % — корінних американців |

До двох чи більше рас належало 0,8 %. Частка іспаномовних становила 0,9 % від усіх жителів.
За віковим діапазоном населення розподілялося таким чином: 26,0 % — особи молодші 18 років, 59,9 % — особи у віці 18—64 років, 14,1 % — особи у віці 65 років та старші. Медіана віку мешканця становила 40,7 року. На 100 осіб жіночої статі у селищі припадало 100,0 чоловіків;  на 100 жінок у віці від 18 років та старших — 95,4 чоловіків також старших 18 років.
Середній дохід на одне домашнє господарство  становив 64 845 доларів США (медіана — 52 128), а середній дохід на одну сім'ю — 70 077 доларів (медіана — 55 119). Медіана доходів становила 45 000 доларів для чоловіків та 24 583 долари для жінок. За межею бідності перебувало 9,3 % осіб, у тому числі 12,6 % дітей у віці до 18 років та 12,5 % осіб у віці 65 років та старших.
Цивільне працевлаштоване населення становило 743 особи. Основні галузі зайнятості: освіта, охорона здоров'я та соціальна допомога — 25,2 %, виробництво — 17,6 %, роздрібна торгівля — 14,8 %.